# Rolinga
Rolinga, rollinga o stone son los nombres de una subcultura argentina basada en el fanatismo por The Rolling Stones y también, en segunda instancia, por otros artistas de rock and roll (principalmente de rock stone y rock barrial).
Comenzó en el aglomerado urbano de Buenos Aires en la década de 1980 y sus denominaciones provienen del nombre de la banda británica (siendo rolinga o rollinga castellanizaciones de Rolling).
Los rolingas se caracterizan por su estética basada parcialmente en el estilo desarrollado en partes de las décadas de 1960 y 1970 por Mick Jagger y Keith Richards, como el uso de vaqueros y zapatillas de tela, además de tener un característico flequillo recto y en mitad de la frente como el que tuvo el vocalista británico en el pasado. También añadieron características propias o provenientes de otras influencias, como una mayor desprolijidad, el uso de cabello largo o medianamente largo, pañuelo atado al cuello, etc.
Cabe aclarar que el término stone en Argentina también se usa para referirse a cualquier fanático de The Rolling Stones, independientemente de si pertenece a esta subcultura en particular o no.

## Historia

### Origen y apogeo
En la década de 1970, en el aglomerado urbano del Gran Buenos Aires algunos fanáticos argentinos de The Rolling Stones se comenzaron a denominar a sí mismos stones en referencia a la banda. Eran jóvenes que iban desde la clase media alta hasta la media baja, sentían rivalidad hacia The Beatles (banda que era dominante en el gusto musical de los roqueros argentinos de ese tiempo) y también hacia los considerados chetos (burgueses), que en algunos casos eran de su misma clase social pero vestían y se comportaban de forma más refinada. Muchos de estos jóvenes stones de a poco comenzaron a intentar emular la vestimenta de los miembros de The Rolling Stones, buscando referencias a través de las fotos disponibles en revistas de temática musical. Cabe destacar que algunos de ellos eran hippies o lo habían sido, y otros no pero igualmente estaban influenciados por la estética de esta subcultura, de la que tomaban elementos y los iban incorporando a su propia estética que aún no estaba bien definida. Era común que algunos usen zapatos o botas de gamuza, ropa colorida y también se fue popularizando el uso de jardineros. Además de escuchar a The Rolling Stones, estos jóvenes también escuchaban distintos artistas de rock and roll, blues y country; y acudían a los recitales de la escena local de esos géneros musicales. También entre ellos se fue haciendo popular una tienda de ropa llamada Little Stone, que abrió en 1979 en Buenos Aires y vendía los estilos de prendas que usaban, además de ser la primera en ofrecer remeras con el logo de la lengua estampado.
Por otra parte, en esta misma década había ciertos seguidores de algunos artistas argentinos de rock and roll y blues que fueron apodados firestone o firestones debido a un cartel publicitario de la compañía homónima que había entonces en la Rotonda de Llavallol (en la intersección de las rutas provinciales 4 y 205), a su ropa (usaban chaquetas negras y cadenas decorativas) y a que gustaban de los automóviles y las motocicletas. Generalmente eran de clase media baja (a diferencia de gran parte del público roquero de ese tiempo en el país, que era de mejor posición económica), eran agresivos, disgustaban de los hippies y escuchaban principalmente hard rock, heavy metal, garage rock, blues rock y blues. Algunos de ellos tenían en común con los primitivos proto stones el gusto por The Rolling Stones (banda a la que localmente se consideraba rebelde en contraposición a The Beatles, que era vista como pulcra) y ciertas bandas argentinas como Carolina y Avalancha (ambas underground y con un período de actividad corto), las cuales tenían una influencia del grupo británico bastante más marcada que los artistas roqueros mainstream del país en esa época. De esta manera, en los recitales de estos grupos se empezaron a mezclar firestones y los stones primigenios.
El periodista Alfredo Rosso dijo al respecto:

Avalancha y Carolina tenían públicos muy distintos al de Spinetta o La Máquina de Hacer Pájaros. Ahí empezó a crecer la masa rockera rollingstoneana. Eran tipos con el pelo más o menos largo, gente de clase media a media-baja, tipos [hombres] de birra ['cerveza', en lunfardo] (…) Había minas ['mujeres jóvenes', en lunfardo] con mucha onda [estilo] también alrededor, minas que hoy definirías como rolingas seguramente. Pelo con flequillo, [remeras] musculosas, muy 'de barrio' y sexys al mismo tiempo…
Alfredo Rosso.

Ya en la década de 1980, el núcleo argentino de fanáticos de The Rolling Stones creció mucho por el éxito del álbum Tattoo You, de 1981 (y especialmente de la canción «Start Me Up», que además cuenta con un videoclip), y también del documental Let's Spend the Night Together, de 1983. Sumado a ello, en ese mismo año en Buenos Aires se forma Ratones Paranoicos, banda argentina de rock and roll fuertemente influenciada por la banda británica y cuyo cantante además tuvo gran injerencia en terminar de definir y difundir la estética que fue tomada de Mick Jagger y Keith Richards (aunque con mayor desprolijidad), pero también con ciertos elementos suyos y de los stones que existían desde la década anterior, de quienes heredaron su nombre los nuevos stones que surgieron al poco tiempo. Entre ellos había quienes hasta entonces habían sido hippies o de los denominados firestones, por lo que también hubo influencia de ambos grupos en la imagen y actitud (mientras los ex hippies aportaron su impronta bohemia, los ex firestones fueron quienes añadieron el toque proletario, agresivo y callejero). Por otra parte, varios de los stones originales siguieron denominándose de esa forma pero sin formar parte de esta nueva tribu urbana homónima, y en ciertos casos inclusive disgustaban de la misma por la estética más desaliñada y actitud pendenciera de sus miembros (aspectos que se acentuaron con el correr de los años).
Esta nueva subcultura stone, también denominada como rollinga o rolinga, tuvo gran impulso con el crecimiento de Ratones Paranoicos, ya que su estilo hizo que sean seguidos por muchos de los nuevos stones y otros fanáticos de The Rolling Stones que en los recitales de la banda argentina entraban en contacto con la nueva subcultura, como también lo hacía otra parte del público que se acercaba a observar a la nueva banda sin saber del contexto o influencias. Esta última porción de la audiencia además pasaba a conocer a la banda británica mediante los covers que se tocaban y las referencias que se hacían a la misma.
Así fue que los stones o rolingas, que originalmente estaban presentes solo en el Gran Buenos Aires, se fueron popularizando y expandiendo por el país. En el ámbito musical, en pocos años pasaron a estar presentes no solo en los recitales de Ratones Paranoicos sino, en menor medida, en los de bandas como Riff, Memphis la Blusera o Patricio Rey y sus Redonditos de Ricota, además de los de decenas de artistas locales efímeros que siempre se mantuvieron en el circuito underground. Ratones Paranoicos por su parte publicó sus tres primeros álbumes en 1986, 1988 y 1989, aumentando así su popularidad y teniendo cada vez más convocatoria en sus presentaciones, provocando a su vez que la subcultura rolinga se siga expandiendo.
Por otro lado, a fines de la década de 1980 surgieron Heroicos Sobrevivientes (1987), Blues Motel (1988) y Viejas Locas (1989), que fueron las siguientes bandas en tomar la misma dirección que Ratones Paranoicos al tener una fuerte influencia de The Rolling Stones tanto a nivel musical como estético, haciendo que de a poco se vaya formando una escena propiamente stone. También en ese mismo tiempo surgieron bandas que en la década siguiente se hicieron famosas, generalmente fueron consideradas como parte del rock barrial y que, pese a no tener una influencia grande de la banda británica (en ciertos casos incluso nula), llegaron a tener una importante presencia de rolingas en su público (ya sea desde un comienzo o con el paso del tiempo), como Bersuit Vergarabat, La Renga, Divididos, Los Piojos o Las Pelotas (todas formadas en 1988).
En la década de 1990 se dieron hechos que produjeron la masificación stone. En 1992, como parte del Coca Cola Rock Festival realizado en el estadio José Amalfitani, Keith Richards tocó con su banda paralela, The X-Pensive Winos, y Ratones Paranoicos (con Pappo como invitado) fue el primer grupo en tocar en esa fecha del festival. Además, esta banda seguía publicando álbumes y haciendo apariciones en los grandes medios de comunicación (como, en el caso de la televisión, en el programa Ritmo de la noche, el cual era uno de los más vistos del país). En esta época, la presencia de los rolingas ya era muy notoria en lugares como escuelas secundarias, parques públicos, estadios de fútbol (por ejemplo con la mayoría de las barras bravas teniendo rolingas entre sus integrantes), recitales, discotecas, etc. En esta década además surgieron un nutrido número de bandas stone o rolingas entre las que se destacan Guasones, Jóvenes Pordioseros y La 25 (mientras que muchas otras siempre se mantuvieron underground); y esta escena comenzó a ser denominada rock stone por la prensa. También se formaron muchas bandas del resto del rock barrial (en tanto otras consolidaron su éxito).
En 1995, The Rolling Stones llega por primera vez a Argentina como parte del Voodoo Lounge Tour, y en 1998 vuelve con el Bridges to Babylon Tour, lo que provocó que los rolingas muchas veces sean el centro de atención de la prensa (de forma tanto intencional como casual). A esto se suma que Viejas Locas publicó tres álbumes, los cuales tuvieron éxito y fueron los primeros considerados mainstream en ser realizados por una banda rolinga con una clara impronta barriobajera. En ese momento los rolingas ya no solo eran la tribu urbana más numerosa del país (desde hacía algunos años), sino que pasaron a ser la más representativa de la juventud de las clases baja y media baja urbanas, en un contexto de recesión económica que provocaba un rápido aumento de la desocupación y la pobreza y, como consecuencia, de la delincuencia y el consumo de drogas ilegales (especialmente entre los jóvenes).
Las claves de la popularidad rolinga eran su estética simple, la identificación (similar a la correspondiente a un equipo de fútbol) con la banda británica y con las bandas argentinas similares, y la simpleza musical de estas últimas. Además que, en su apogeo, evidenció el predominio de la llamada cultura barrial en los espacios artísticos de Argentina al haber popularizado, junto a su explosión, otras corrientes de similar origen social.

### Declive
En la década del 2000, con el surgimiento de la de la subcultura de los cumbieros (seguidores de la cumbia villera, nacida en 1999), la de los rolingas comenzó lentamente a perder peso.
La cumbia villera tuvo éxito y se popularizó rápidamente, especialmente en el público más marginal y carente de recursos, por eso comenzó a desplazar a parte de los rolingas entre las nuevas generaciones en la clase baja (habiendo casos de jóvenes que originalmente eran rolingas pasando a ser cumbieros, o bien jóvenes que tenían hermanos mayores o padres rolingas ya no seguían esa subcultura porque no la tenían como principal referencia en sus barrios).
Más tarde, un factor considerado como el que definió el camino descendente de ésta subcultura fue el incendio de la discoteca República Cromañón durante un recital de Callejeros, donde perdieron la vida 194 personas y se vieron implicados, entre otros, los integrantes de la banda (la cual era considerada parte del rock barrial y tenía muchos rolingas entre sus seguidores pese a no tener un sonido similar al de The Rolling Stones). A partir de allí, las nuevas medidas de seguridad y prevención adoptadas por los gobiernos para los pequeños lugares donde las bandas underground solían brindar recitales, debilitaron también el seguimiento del público, ya que la organización para hacer recitales se hizo más costosa, lo que a su vez hizo que se eleve el precio de las entradas, por lo que el público fue perdiendo entusiasmo.
Por otro lado, los medios de comunicación comenzaron a dejar de prestarle atención al rock barrial, dejando así a las bandas consideradas rolingas en un segundo plano. Mediáticamente, acapararon la atención tribus urbanas que tomaron lugar en el país en la década del 2000, en especial los cumbieros, los floggers y los emos.
A diferencia de otras subculturas, como a veces sucede en la de los punks, las bases de los rolingas no estaban erigidas sobre una ideología política o sobre el contestatarismo, por lo que su masividad estaba condicionada a la aparición de nuevas subculturas que acapararon mayor atención. Una versión sobre la decadencia del rock stone, y cómo sobrevive desde entonces, fue explicada por Toti Iglesias, vocalista de Jóvenes Pordioseros: 

"En su momento fuimos pintorescos para los medios, y cansamos con eso de ver quién estaba más pirado ['loco', en lunfardo]. Por un montón de factores, las bandas de rocanrol [rock and roll] no tienen lugar y parece que se hubieran ido, pero siguen dando vueltas: no se ven, pero están ahí."

La subcultura aún existe, aunque ya no goza de la masividad de la segunda mitad de la década de 1990, pero muchas de las bandas que imitan visualmente o musicalmente a The Rolling Stones aún son activas en los circuitos underground, de igual forma que otras que no son parte del rock stone pero sí del rock barrial. Por otra parte, muchos de los rolingas que persisten ya son mayores de 30 o 40 años, lo que evidencia la ausencia de esta subcultura en las nuevas generaciones.

## Música
Además de The Rolling Stones, los rolingas escuchan principalmente bandas argentinas de rock and roll fuertemente influenciadas por el grupo británico tanto en su sonido como en su estética, por lo que la prensa las agrupó bajo el rótulo de rock stone. De las mismas se destacan Ratones Paranoicos, Viejas Locas, Guasones, Jóvenes Pordioseros y La 25; en tanto que hay muchas otras que siempre fueron underground, como Vodka Doble, La Mocosa, Barrios Bajos, La Colosa, La Covacha, Criatura, La Pulposa, Ojos Locos, Motor Loco, Chicos de Fábrica, Hijos del Oeste, Balas Perdidas, etc.
También escuchan artistas argentinos un poco más alejados de la influencia de The Rolling Stones, como Los Piojos, Callejeros, Intoxicados, Los Gardelitos, La Renga, Patricio Rey y sus Redonditos de Ricota, Sumo, Pappo, Las Pelotas, Bersuit Vergarabat, La Beriso, Divididos o Don Osvaldo. Algunas de estas bandas (al igual que la mayor parte de las bandas de rock stone) forman parte de una corriente más amplia dentro del rock and roll argentino denominada rock barrial, rock chabón o rock cabeza, que se fue popularizando en paralelo al apogeo de la subcultura rolinga, y que también entró en declive junto con esta en la década del 2000.
En menor medida también escuchan artistas internacionales de rock and roll aparte de The Rolling Stones (como Chuck Berry, Elvis Presley, Creedence Clearwater Revival, The Stooges, AC/DC, Sex Pistols, Tom Petty, Los Rodríguez, etc.) e incluso algunos géneros musicales considerados afines (por haber sido abordados por bandas de rock and roll importantes) como el blues, el country y el reggae.

## Vestimenta
Una de las características de los rolingas es su estética estereotipada. Usan vaqueros o pantalones deportivos; chalina o pañuelos desgarbados a cuadros en el cuello; zapatillas Converse o Topper de tela; polainas; y remeras con logotipos de bandas de rock and roll, buzos deportivos o jardineros.
Las mujeres se visten de la misma forma, aunque también suelen utilizar en sus orejas aros gitanos comprados en ferias artesanales, y faldas largas, también de estilo gitano. Tanto hombres como mujeres llevan consigo morrales o mochilas con motivos de sus bandas preferidas.

## Idiosincrasia
Se caracterizan por tener una actitud desafiante, desprecio por las fuerzas de seguridad y armadas, cierta apatía política y un fuerte sentido de pertenencia y lealtad por su barrio, su grupo de amigos, las bandas a las que siguen, los clubes de fútbol por los que simpatizan y, en algún punto, por Argentina (mostrando un patriotismo moderado que entienden por apoyar bandas de rock and roll que ven como una representación cultural auténtica del país -pese a que es un género musical de origen estadounidense-). A veces usan los logos de bandas que siguen, o frases de canciones, en tatuajes y graffittis (esto último en el pasado incluso era practicado por los propios miembros de algunas bandas como forma de darse a conocer).
Tienen ciertas costumbres en los recitales que provienen de las hinchadas de fútbol: el uso de banderas (donde tienen escritos sus nombres o apodos, lugar de procedencia o bien los nombres o logotipos de bandas musicales); la entonación de cánticos (con letras hablando del fanatismo por la banda que siguen o el desprecio hacia otra que les disgusta); y, en el pasado, el uso de elementos pirotécnicos como las bengalas en ciertos momentos del espectáculo (esta práctica se terminó luego de la tragedia de Cromañón). Este fenómeno comenzó a fines de la década de 1980 y fue denominado como futbolización, pero no se originó en el rock stone sino entre los seguidores de Patricio Rey y sus Redonditos de Ricota (algunos de los cuales igualmente eran rolingas), y se expandió luego al público de muchos otros artistas argentinos de rock and roll (especialmente de rock barrial) y, en menor medida, incluso de otros géneros musicales como el cuarteto, la cumbia y el reggae. En general fue criticado en forma negativa por la prensa al considerar que contribuía a empobrecer la calidad musical al dar un protagonismo desmedido al público.
Otro elemento que proviene de las hinchadas de fútbol y que también está presente en todo el público del rock barrial (e incluso en el de algunas bandas de rock and roll que no suelen ser consideradas como parte del mismo), es el culto al aguante (coraje, resistencia y valentía), al que ven como forma de virilidad y transgresión y que no solo implica la disposición a pelearse y provocar a los que consideran rivales (que pueden ser la policía, guardias de seguridad en los recitales, fanáticos de otras bandas, grupos de jóvenes de otros barrios o bien miembros de otras subculturas -esto en el caso exclusivo de los rolingas-), sino también el consumo de estupefacientes, la muestra de desenfreno o agite en los recitales (cantar y saltar al compás de la música) y el hecho de soportar adversidades en general (como tener un origen social desfavorable).
Es común el consumo de drogas como marihuana, cocaína y, en mucha menor medida, pegamento, paco o pastillas; y en cuanto a las bebidas alcohólicas, generalmente consumen marcas baratas de cerveza, vino (como los envasados en Tetra Brik) y fernet.
Con respecto a las demás subculturas, durante las décadas de 1980 y 1990 solían tener peleas contra punks, metaleros y skinheads; y en menor medida contra rude boys, darks, skaters, alternos y hardcore. Los miembros de estas otras subculturas a veces frecuentaban los mismos bares y clubes nocturnos que los rolingas, o bien las cercanías de los mismos. En general los conflictos se generaban por diferencias estéticas o musicales (por ejemplo, los rolingas atacaban a los rude boys por considerarlos chetos -burgueses- por vestir en forma elegante, y a los darks por considerarlos afeminados también por su vestimenta y además el uso de maquillaje).
Ya en la década del 2000 en general también se consideraban antagónicos de subculturas nuevas como la de los emos (que ya llevaba varios años de existencia pero era una novedad en Argentina), floggers y turros; pero hubo pocas peleas con ellos ya que no frecuentaban los mismos lugares y muchas veces ni siquiera eran de la misma edad, ya que estas subculturas que se pusieron de moda solían tener una gran mayoría de miembros que eran adolescentes, mientras que muchos de los rolingas que quedaban (ya que había comenzado el declive de esta subcultura) superaban los 20 o 30 años de edad.
También se producían peleas contra la policía por las redadas que eran comunes en Argentina en los años 1980 y 1990, y por los desmanes que a veces sucedían antes, durante y después de algunos recitales (como peleas y vandalizaciones durante los mismos o en los alrededores de los lugares donde se daban conciertos de gran magnitud, áreas donde además a veces ocurrían saqueos a comercios y robos comunes).
Por otro lado, hubo algunas subculturas en particular con las que han llegado a compartir ciertos espacios y coexistir sin problemas (estando a veces entremezclados dentro de muchos grupos de amigos), como los hippies en la década de 1980, por ser The Rolling Stones una banda escuchada por los mismos y compartir con los rolingas cierto nivel de rechazo al consumismo y de valoración de la vida sencilla (estando ambos aspectos mucho más profundizados entre los hippies); y los cumbieros en la década del 2000, porque había muchos clubes nocturnos donde pasaban tanto rock and roll como cumbia y eran frecuentados por integrantes de ambas subculturas (incluso existiendo bandas de cumbia villera con miembros rolingas o ex rolingas), además de que muchas veces provenían de los mismos barrios y tenían similitudes en el estilo de vida y valores (como el orgullo de la resiliencia por tener un origen social bajo).

### Conflicto con los punks
La subcultura con la que más problemas tuvieron los rolingas desde el principio fue la de los punks. Aunque hasta mediados de la década de 1980 los punks solían ser de clase media alta, con el paso de los años su movimiento se fue popularizando y llegando a estratos sociales menores, por lo que esta rivalidad pasó a ser entre dos subculturas cuyos miembros muchas veces tenían el mismo origen social. Sumado a esto, ambas frecuentaban la escena underground del rock and roll argentino y su rivalidad a veces tenía características territoriales, como sucedía en el Gran Buenos Aires: los rolingas eran mayor cantidad en los bares y boliches de la zona oeste del conurbano bonaerense, mientras que los punks eran más comunes en el mismo tipo de lugares de la zona sur de dicha aglomeración.
Juan Diego Incardona, escritor argentino y excompañero en la escuela secundaria de Pity Álvarez (vocalista de Viejas Locas e Intoxicados), dio un testimonio  de cómo eran los enfrentamientos entre ambas tribus:

"Una noche, en Cemento, los punks nos acosaron. Grave equivocación. Los guachos de Piedrabuena y Celina los fajaron a piñas y cuchillazos. Vaaamos vieejas loo, vaaamos vieejas loo, vieeejas looocas es un sentimieeeento, no se expliiica, se lleva bieen adeeeentro, y por eeso te siiigo adoonde seea, vieejas looocas haasta queee meee mueeera..."

Bárbara Zampini, la joven argentina viuda de Dee Dee Ramone, comentó al respecto:

"¿Qué cosas aprendiste de él (Dee Dee Ramone)?

(Bárbara) De todo. El fue mi secundaria, mi universidad... Aprendí a ser más abierta. El, que era el rey de los punks, me hacía escuchar a los Stones, a Jimi Hendrix. El sábado fui a ver a los Attaque, que estuvo bárbaro y había un montón de pendejitos gritando "el que no salta es un stone". ¡Cualquiera!"

Las entrevistas a miembros de Flema justifican en ciertos aspectos esta rivalidad, a la vez que demuestran que en muchos casos los mismos músicos punks no odiaban a The Rolling Stones: 

"Ya que estamos hablando de punk rock, por ejemplo, mucha gente punk odia a las megabandas como los Stones y ustedes han tenido problemas por defender a los Stones.

Ricky: Nosotros no tuvimos problemas sino ellos. A mi me gustó el choque, eso es punk rock. Yo me divertí, me cagaron a latazos y a Fernando le cortaron el brazo de un botellazo.
Fernando: Una cosa que preferimos es presentarnos como somos, a todos nos gustan mucho los Rolling Stones. Por ejemplo Pil Trafa viene y dice cosas de los Stones, despues va y dice otras y él es más estrella que Mick Jagger e inclusive ni le llega a los talones."

"La entrevista ahora deriva en su segundo opus de su banda paralela: Flemita, y dice:

(Ricky) Está buenísimo, hay un tema de Sin Ley y un cover de Rolling Stones en castellano (Mientras caen las lágrimas).

Y recuerda una anécdota reciente:

(Ricky) El otro dia me paró un punk en Quilmes y me dijo: "qué buena que está esa letra, porque a mí no me gustaban los Rolling Stones". Pero bueno, todo el mundo hace cosas buenas y malas, quizás está mal que los Stones se hayan sacado una foto con Menem, pero estaban bien cuando empezaron y no los quería nadie. A mí me gustan esos Rolling Stones y no los de ahora."

"No es fácil encontrar y entrevistar a Ricky Flema Espinosa. Sin embargo, mucho puede decirse sobre él: estrella del punk rock local, poeta maldito, performer suicida (capaz de atreverse a tocar Honky Tonk Women de los Rolling Stones soportando impasible los botellazos del público punk.")

"De eso mismo hablaban otras canciones inéditas, "las stones", según Ricky. Me contó que amaba el rock and roll y a los Rolling Stones, pero que el hermético grupo de punks que seguía a Flema no le permitía que tocara esos temas en vivo.

(Ricky) "Van a quedar inéditos y los va a editar mi Yoko Ono, o mi Courtney Love". Y bromeó entre risas".

Por esa razón, cada vez que Ricky tocaba un tema de The Rolling Stones, lo recibían mal, como evidencian los actuales testimonios.
Con el correr de los años y el declive de ambas subculturas, la rivalidad entre punks y rolingas fue bajando los niveles que tenía en la década de 1990 hasta casi desaparecer.

## Representaciones en la cultura popular
Entre fines de la década de 1990 y comienzos de la del 2000, en ciertas series y novelas televisivas que mostraban historias relacionadas con la clase baja o media baja, solían haber personajes rolingas ya que eran el estereotipo de los jóvenes urbanos de esos estratos sociales. Algunos ejemplos son Valentín D'Alessandro (interpretado por Mariano Martínez), que es un joven recolector de basura y boxeador amateur de la telenovela Campeones de la vida; o Walter (interpretado por Ariel Staltari), paseador de perros de la miniserie Okupas.
Luego, en el programa de televisión Peter Capusotto y sus videos (que comenzó en 2006), el cómico Diego Capusotto satirizó la imagen de un cantante de rock and roll con su personaje Pomelo (estrenado en la temporada de 2007), hecho que le valió críticas de parte de Juanse, vocalista de Ratones Paranoicos, quien notó que en esa parodia se estaba burlando de él. Además, en el mismo programa satirizó a los rolingas con personajes como El enano rolinga puteador, Un sol para el rolinga o Jesús de Laferrere, donde se los muestra como personas poco instruidas, de poca higiene y estatus social bajo.